# Riisa Naka
Riisa Naka (仲 里依紗?, Naka Riisa; Nagasaki, 18 ottobre 1989) è un'attrice e doppiatrice giapponese, nota per il ruolo di Mira Kano nella serie televisiva Alice in Borderland.

## Biografia
Nata a Nagasaki, le sue origini sono quasi del tutto giapponesi, dato che il suo bisnonno proviene dalla Svezia. Quest'ultimo, amante dei lavori del pittore fiorentino Leonardo da Vinci, ha scelto il nome Riisa, che richiama l'opera della Monna Lisa.

## Carriera
Nel 2020 entra a far parte del cast della serie televisiva Alice in Borderland, prodotta da Netflix, dove ha ricoperto il ruolo dell'enigmatica Mira Kano nel corso delle due stagioni che compongono il progetto.
Il 4 marzo 2022 viene annunciato che l'attrice prenderà parte alla serie televisiva Divorziamo!, prodotta da Netflix e diretta da Fuminori Kaneko, Ryosuke Fukuda e Takuya Sakaue.

## Vita privata
Nella primavera 2013, Riisa annuncia che avrebbe sposato il suo compagno, Akiyoshi Nakao; difatti, i due convogliano a nozze il 21 marzo dello stesso anno. Il 4 ottobre 2013, la coppia dà alla luce il loro primo figlio, a Tokyo.
Tra le sue abilità spiccano quelle della danza, il nuoto e suonare il pianoforte.

## Filmografia

### Attrice

#### Cinema
- Airando taimuzu, regia di Yoshihiro Fukagawa (2007)
- Shibuya ku Maruyama cho, regia di Koto Nagata (2007)
- Chîchan wa sôkyû no mukô, regia di Atsushi Kaneshige (2008)
- Gachi bôi, regia di Norihiro Koizumi (2008)
- Jun kissa Isobe, regia di Keisuke Yoshida (2008)
- Harufuwei, regia di Eriko Kitagawa (2009)
- Hijoshi zukan, regia di Yoshihiro Fukagawa, Kôji Kawano e Takashi Shimizu (2009)
- Pandora no hako, regia di Masanori Tominaga (2009)
- Toki o kakeru shôjo, regia di Masaaki Taniguchi (2010)
- Zeburâman: Zebura Shiti no gyakushû, regia di Takashi Miike (2010)
- Moteki, regia di Hitoshi Ône (2011)
- Hara ga kore nande, regia di Yûya Ishii (2011)
- Brave Hearts: Umizaru, regia di Eiichirô Hasumi (2012)
- Seven Souls in the Skull Castle, regia di Hidenori Inoue (2013)
- Mogura no uta: Sennyû sôsakan Reiji, regia di Takashi Miike (2013)
- Mogura no uta: Honkon kyôsô-kyoku, regia di Takashi Miike (2016)
- Hitsuji to hagane no mori, regia di Kôjirô Hashimoto (2018)
- Papa wa warumono chanpion, regia di Kyôhei Fujimura (2018)
- Ikiterudakede ai, regia di Kôsai Sekine (2018)
- Haru wo Uruhito, regia di Jirô Satô (2019)
- Mogura no uta Final, regia di Takashi Miike (2021)
- Tokyo MER, regia di Aya Matsuki (2023)

#### Televisione
- My Boss, My Hero – serie TV, 3 episodi (2006)
- Ultraman Mebius – serie TV, episodio 1x40 (2007)
- Sekushî boisu ando robo – serie TV, episodio 1x05 (2007)
- Binbō danshi – serie TV, 9 episodi (2008)
- Wairudo raifu, regia di Yukinari Hanawa e Tôru Kawashima – film TV (2008)
- Hachi wan daibâ – serie TV, 11 episodi (2008)
- Gakko ja oshierarenai! – serie TV, 10 episodi (2008)
- Kami no Shizuku – serie TV, 9 episodi (2009)
- Ninkyô herupâ – serie TV, 11 episodi (2009)
- Koibana: Suika to bansoukou – serie TV (2009)
- Yankee-kun to Megane-chan – serie TV, 10 episodi (2010)
- Nihonjin no shiranai nihongo – serie TV, 12 episodi (2010)
- Nihonjin no shiranai nihongo: returns – miniserie TV (2010)
- Sayonara, Aruma: Akagami wo moratta inu – film TV (2010)
- Shiawase ni narouyo – serie TV (2010)
- Yangu Burakku Jakku, regia di Kentarô Ohtani – film TV (2010)
- Rakkî sebun – serie TV, 10 episodi (2012)
- Tsurukame josanin - minami no kuni kara – miniserie TV, 8 episodi (2012)
- Resident - gonin no kenshûi – miniserie TV, 5 episodi (2012)
- Gokuaku Gambo – miniserie TV, 11 episodi (2014)
- Yuube no karê, ashita no pan – miniserie TV, 7 episodi (2014)
- Kyô wa Kaisha Yasumimasu – miniserie TV, 10 episodi (2014)
- Temisu no kyûkei – miniserie TV, 4 episodi (2015)
- Kyôhansha, regia di Toshiyuki Mizutani – film TV (2015)
- Issen chôen no minoshirokin, regia di Keita Kôno – film TV (2015)
- Fuji famirî, regia di Teruyuki Yoshida – film TV (2016)
- Saikô no oyako, regia di Hajime Takezono – film TV (2016)
- Nigeru onna – miniserie TV, 6 episodi (2016)
- Kôrudo kêsu: Shinjitsu no Tobira – miniserie TV, episodio 1x02 (2016)
- Gokumontô, regia di Seishi Yokomizo – film TV (2016)
- Daibinbô – miniserie TV (2017)
- Anata no Koto wa Sore Hodo – miniserie TV, 10 episodi (2017)
- Kurokawa no techô – miniserie TV, 5 episodi (2017)
- Plage – miniserie TV, 5 episodi (2017)
- Doctor X - Gekai Daimon Michiko – serie TV, episodio 5x04 (2017)
- Holiday Love – miniserie TV, 8 episodi (2018)
- Eerie: Invisible Face – miniserie TV, 6 episodi (2018)
- Kenichi Endo to Kankuro Kudo no Benkyo Sasete Itadakimasu – miniserie TV, episodio 1x02 (2018)
- Enjou Bengonin, regia di Tomochika Kasaura – film TV (2018)
- Futatsu no Sokoku, regia di Hideta Takahata – film TV (2019)
- Sore wo ai to machigaeru kara – miniserie TV, 5 episodi (2019)
- Fruits Takuhaibin – miniserie TV, 12 episodi (2019)
- Single Tokyo Man – miniserie TV, 8 episodi (2019)
- Ten Secrets – serie TV, 10 episodi (2020)
- Eru – serie TV, episodio 1x01 (2020)
- Bishoku Tantei Akechi Goro – serie TV, 4 episodi (2020)
- Koisuru Hahatachi – serie TV (2020)
- Alice in Borderland – serie TV, 8 episodi (2020-2022)
- Cherry Blossom Tower – serie TV, 9 episodi (2021)
- Tokyo MER – serie TV, 9 episodi (2021)
- Divorziamo! (Let's Get Divorced) – serie TV, episodio 1x01 (2023)
- Ooku – serie TV, 8 episodi (2023)

#### Cortometraggi
- Shinenai onna, regia di Renpei Tsukamoto (2008)

### Doppiatrice

#### Cinema
- La ragazza che saltava nel tempo (Mamoru Hosoda), regia di Mamoru Hosoda (2006) – Makoto Konno
- Summer Wars (Samâ uôzu), regia di Mamoru Hosoda (2009) – Yumi Jin'nouchi
- L'immaginario (Yaneura no Rajā), regia di Yoshiyuki Momose – Emily

## Riconoscimenti
Awards of the Japanese Academy
- 2011 – Premio al miglior nuovo talento per Zeburâman: Zebura Shiti no gyakushû

Nikkan Sports Film Awards
- 2010 – Premio al miglior nuovo talento per Zeburâman: Zebura Shiti no gyakushû

Mainichi Film Concours
- 2009 – Premio al miglior nuovo talento per Jun kissa Isobe

Yokohama Film Festival
- 2009 – Premio al miglior nuovo talento per Jun kissa Isobe

## Doppiatrici italiane
Nelle versioni in italiano delle opere in cui ha recitato, Riisa Naka è stata doppiata da:
- Elisa Contestabile[8] in Alice in Borderland[9]

Da doppiatrice è stata sostituita da:
- Patrizia Mottola[10] in La ragazza che saltava nel tempo[11]